# Ernest Johnson
Ernest Alfred Johnson (Putney, 18 de noviembre de 1912-Kingsbridge, 29 de noviembre de 1997) fue un deportista británico que compitió en ciclismo en la modalidad de pista. Participó en dos Juegos Olímpicos de Verano en los años 1932 y 1936, obteniendo dos medallas, bronce en Los Ángeles 1932 y bronce en Berlín 1936.

## Medallero internacional
| Juegos Olímpicos | Juegos Olímpicos             | Juegos Olímpicos  | Juegos Olímpicos        |
| Año              | Lugar                        | Medalla           | Competición             |
| ---------------- | ---------------------------- | ----------------- | ----------------------- |
| 1932             | Los Ángeles (Estados Unidos) | Medalla de bronce | Persecución por equipos |
| 1936             | Berlín (Alemania)            | Medalla de bronce | Persecución por equipos |